# Chris O'Neal
Christopher Richard O'Neal, detto Chris (New York, 4 aprile 1994), è un attore e rapper statunitense è noto per il ruolo di Daniel Hayward nella serie televisiva Greenhouse Academy in onda su Netflix  e  per l'interpretazione del personaggio di Kevin Reed nella serie televisiva How to Rock, in cui interpretava il ruolo di Kevin Reed, goffo ragazzo del liceo che suona la batteria nella band Gravity 5..
O'Neal, ha frequentato la Teaneck High School, e ancor prima la Teaneck Community Chart School.

## Carriera
È apparso in diversi spot pubblicitari e ha fatto un cameo in Saturday Night Live, prima di ottenere il suo primo "ruolo ricorrente". Ha anche co-ospitato la serie Nickelodeon, Beccati questo! con Noah Crawford. Nove dei 20 episodi sono stati trasmessi negli Stati Uniti nel 2012.
Successivamente, ha ottenuto un ruolo nel 2013 nel film di Nickelodeon Il grande colpo, con Jennette McCurdy, Ariana Grande e altri giovani attori. Nel film interpreta la parte di un giovane rapper e poeta. Egli è auto descritto come alto e magro.
Nel 2014 Chris ha pubblicato il suo primo EP: Just Getting Started.
Dal 2017 ha preso parte nel ruolo di Daniel Hayward nella serie Netflix Greenhouse Academy.

## Filmografia parziale

### Televisione
- Il grande colpo (Swindle), regia di Jonathan Judge – film TV (2013)

## Doppiatori italiani
Nelle versioni in italiano nelle opere in cui ha recitato, Chris O'Neal è stato doppiato da:
- Federico Viola in How to Rock, Beccati questo!, Il grande colpo.
- Emanuele Ruzza in K.C. Agente Segreto
- Manuel Meli in Greenhouse Academy